# Lalla Fatima bint Sulaiman
 (décembre 2022).
La mise en forme du texte ne suit pas les recommandations de Wikipédia : il faut le « wikifier ».
Les points d'amélioration suivants sont les cas les plus fréquents. Le détail des points à revoir est peut-être précisé sur la page de discussion.
- Les titres sont pré-formatés par le logiciel. Ils ne sont ni en capitales, ni en gras.
- Le texte ne doit pas être écrit en capitales (les noms de famille non plus), ni en gras, ni en italique, ni en « petit »…
- Le gras n'est utilisé que pour surligner le titre de l'article dans l'introduction, une seule fois.
- L'italique est rarement utilisé : mots en langue étrangère, titres d'œuvres, noms de bateaux, etc.
- Les citations ne sont pas en italique mais en corps de texte normal. Elles sont entourées par des guillemets français : « et ».
- Les listes à puces sont à éviter, des paragraphes rédigés étant largement préférés. Les tableaux sont à réserver à la présentation de données structurées (résultats, etc.).
- Les appels de note de bas de page (petits chiffres en exposant, introduits par l'outil «  Source ») sont à placer entre la fin de phrase et le point final[comme ça].
- Les liens internes (vers d'autres articles de Wikipédia) sont à choisir avec parcimonie. Créez des liens vers des articles approfondissant le sujet. Les termes génériques sans rapport avec le sujet sont à éviter, ainsi que les répétitions de liens vers un même terme.
- Les liens externes sont à placer uniquement dans une section « Liens externes », à la fin de l'article. Ces liens sont à choisir avec parcimonie suivant les règles définies. Si un lien sert de source à l'article, son insertion dans le texte est à faire par les notes de bas de page.
- La présentation des références doit suivre les conventions bibliographiques. Il est recommandé d'utiliser les modèles {{Ouvrage}}, {{Chapitre}}, {{Article}}, {{Lien web}} et/ou {{Bibliographie}}. Le mode d'édition visuel peut mettre en forme automatiquement les références.
- Insérer une infobox (cadre d'informations à droite) n'est pas obligatoire pour parachever la mise en page.

Pour une aide détaillée, merci de consulter Aide:Wikification.
Si vous pensez que ces points ont été résolus, vous pouvez retirer ce bandeau et améliorer la mise en forme d'un autre article.
Lalla Fatima bint Suleiman (arabe : للا فاطمة بنت سليمان) est une princesse alaouite ayant vécu au XVIIIe siècle. Elle est l'une des épouses du sultan Mohammed ben Abdallah (r. 1757–1790) et la mère du sultan Moulay Hicham (r. 1792 – 1797).

## Biographie
La princesse Lalla Fatima est la fille du prince Moulay Suleiman, qui est soit un fils du sultan Moulay Ismail, ou du sultan Moulay Rachid. L'identité de sa mère n'est pas citée. Dans les années 1740, elle épouse son cousin le futur sultan Sidi Mohammed ben Abdallah, dont elle est la première épouse. Pendant son règne, elle est connue sous le nom de Mulat'ud'Dar (La Dame du Palais). Par sa haute naissance et son mérite personnel, elle jouit d'un très haut ascendant sur l'esprit de Sidi Mohammed III et est l'une de ses épouses préférées. Cela lui assure aussi l'attachement et la vénération du peuple, elle s'occupe du gouvernement du Maroc, lorsque le monarque est absent.
Elle est intervenue auprès de l'Infante Luisa d'Espagne pour la libération de deux femmes marocaines galériennes en Espagne en échange de captives chrétiennes emprisonnées au Maroc. Les deux femmes royales sont amies et se sont déjà entretenues par le passé. William Lempriere qui rencontre Lalla Fatima en 1789 pour une consultation médicale à sa demande, la décrit comme une parfaite beauté mauresque. Avec des joues rondes et proéminentes rougies d'un rouge profond, de petits yeux noirs et un visage d'expression innocente. Durant cette consultation médicale, elle lui demanda de s'asseoir près d'elle et de lui tâter le pouls puisqu'elle qu'elle se plaignait d'un léger rhume. Elle meurt après son mari.

## Descendance
Lalla Fatima épouse son cousin le sultan Sidi Mohammed ben Abdallah, ils ont plusieurs enfants:
- Moulay Mohammed Ali, l'ainé[7] et héritier présomptif jusqu'à sa mort c. 1784[8] avant son père le sultan[8];
- Moulay Abdelmalik[9];
- Moulay El Mamoun[7] (ou Maimun)[10], il épousa Lalla Fatima[11] (nom de famille non retenu). À Marrakech, Asrat al Mamounia lui fut offert en apanage de noces ainsi qu’à son épouse[12],[11]. Dans ce jardin sera batti au début du XXème siècle le célèbre hôtel La Mamounia du nom de Mamoun[11]. Il est père de la princesse Lalla Safiya qui fut la mère du sultan Hassan ben Mohammed;
- le sultan Moulay Hicham[7] (1748-1799), père du sultan Abderrahmane ben Hicham;
- Lalla Sofia[13];
- Lalla Loubabah[14], en 1768 elle épousa le Chérif Sourour[15], Émir et Chérif de La Mecque de 1773 à 1788;
- Lalla Sitt'al'Mulk[16];
- Moulay Abdeselam[7], il était réputé poète et philosophe[17]. À Marrakech, son père lui offrit une propriété située dans une zone verte entre la kasbah royale et la médina[11]. De nos jours cette propriété subsit comme un parc public[17] nommé Asrat Abdeselam[17]. En 1793, accompagné de sa fille Lalla Amina et de ses épouses il entama un voyage vers le Portugal alors sous le règne de la reine Marie Ire[18]. Le voyage atlantique s'avéra périlleux, plusieurs escales dans les îles portugaises atlantiques furent requises ce qui retarda leurs arrivées sur le continent[18]. Le bateau de Moulay Abdelslam s'est amarré au Portugal avant celui de sa fille et de ses femmes, qui arrivèrent un peu plus tard le 13 juin au port de Cascais[18]. Une de ses épouses périt durant ce voyage (la belle-mère de Lalla Amina)[18], le bateau de ces dernières ayant gravement souffert de intempéries[18].